# Rüppells gier
Rüppells gier (Gyps rueppelli) is een vogel uit de familie van havikachtigen (Accipitridae). De soort komt voor in Afrika. De Rüppells gier is vernoemd naar de Duitse ontdekkingsreiziger en zoöloog Eduard Rüppell en is de hoogst vliegende vogel ter wereld, tot wel 11 km hoogte.

## Kenmerken
De vogel is gemiddeld 101 cm lang en weegt 6,8 tot 9,0 kg en heeft een spanwijdte van 230 tot 250 cm.
Rüppells gier verschilt van andere Afrikaanse gieren door zijn grote formaat, brede vleugels, trage vleugelslag met opvallend lange "vingers" (handpennen). Deze gier is donker en niet roestbruin zoals de vale gier. Verder is opvallend de lichte horizontale band op de voorvleugel, op de overigens donkere vleugel.

## Voortplanting
Ze leven in kolonies en vormen paren voor het leven. Een paar zorgt samen voor het jong. Om een prooi te verdedigen, krijsen en blazen ze en zetten hun vleugels uit. Rüppells gieren nestelen op kliffen en leggen slechts 1 ei dat in zo'n 55 dagen  wordt  uitgebroed. Het jong kan na 3 maanden vliegen. Na 4-6 jaar verschijnt het volwassen verenkleed. Ze worden 40-50 jaar oud.

## Verspreiding en leefgebied
Er zijn twee ondersoorten:
- G. r. rueppelli (ZW-Mauritanië tot in O-Soedan en verder naar het zuiden tot in Tanzania)
- G. r. erlangeri (Ethiopië, Somalië)

Het leefgebied bestaat uit open landschappen, weidegronden en steppe. Verblijft in de buurt van rotsformaties voor de opwaartse luchtstromingen. Komt in Ethiopië voor tot op 4500 m boven de zeespiegel.

## Status
De grootte van de populatie is niet gekwantificeerd. Deze soort gaat snel in aantal achteruit. De oorzaken zijn divers, zoals aantasting van het leefgebied door intensivering van de landbouw en veeteelt, vergiftiging door het landbouwgif carbofuran en de ontstekingsremmer diclofenac, achteruitgang van wilde hoefdieren, vervolging, jacht en handel in gevangen dieren. Om deze redenen staat Rüppells gier als ernstig bedreigd (kritiek) op de Rode Lijst van de IUCN.

## Afbeeldingen

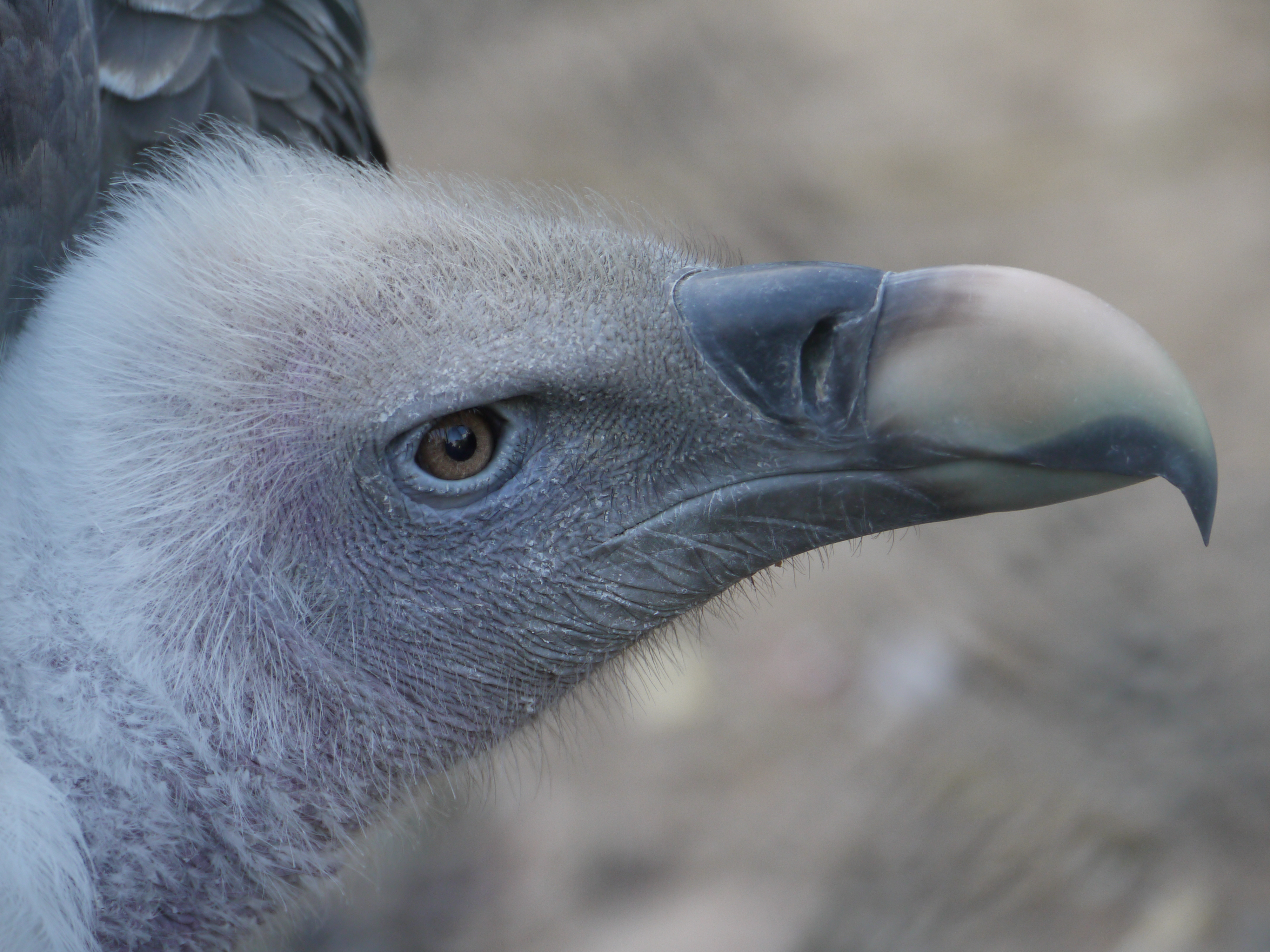
Kop van een volwassen Rüppells gier
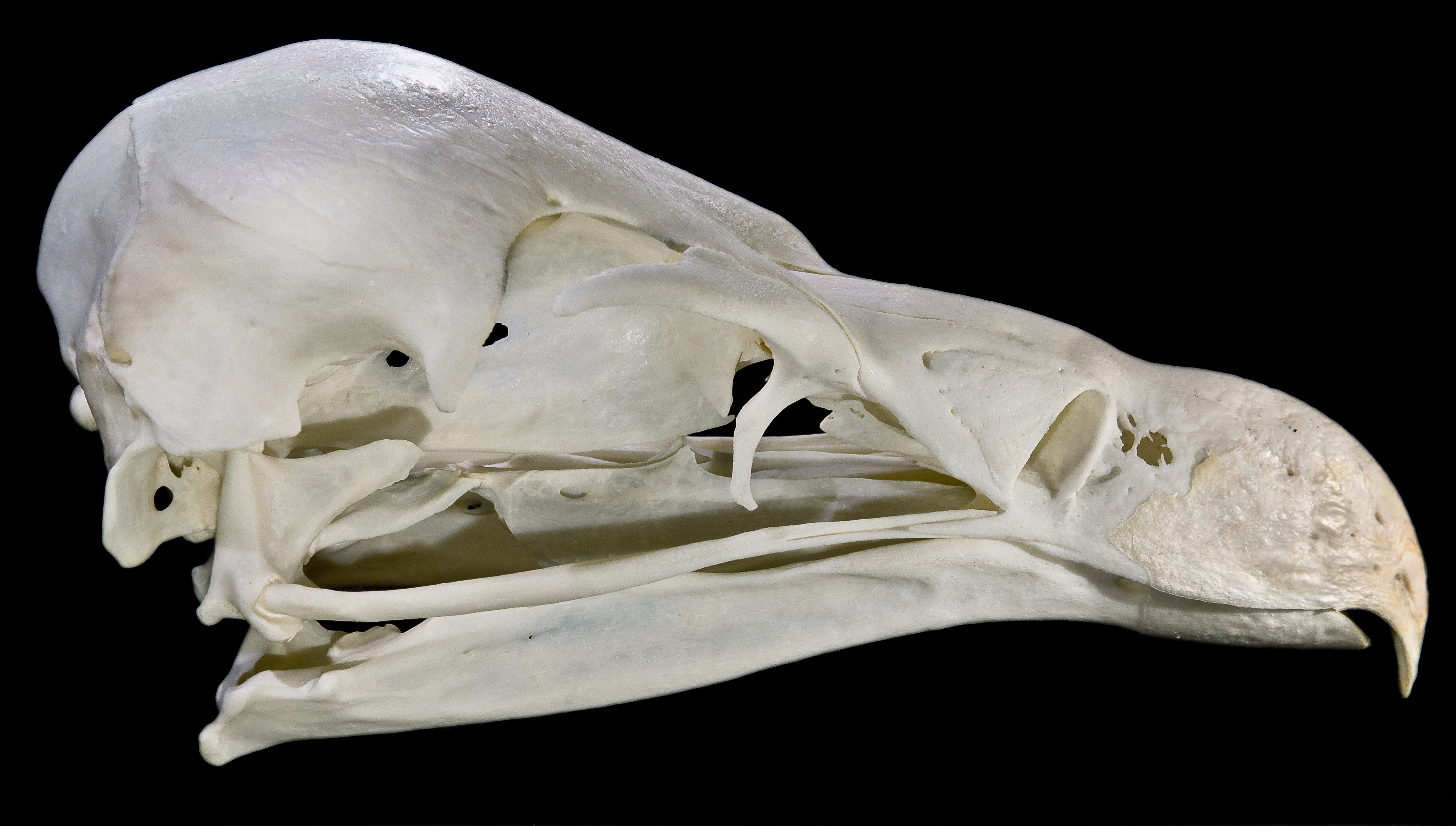
Schedel
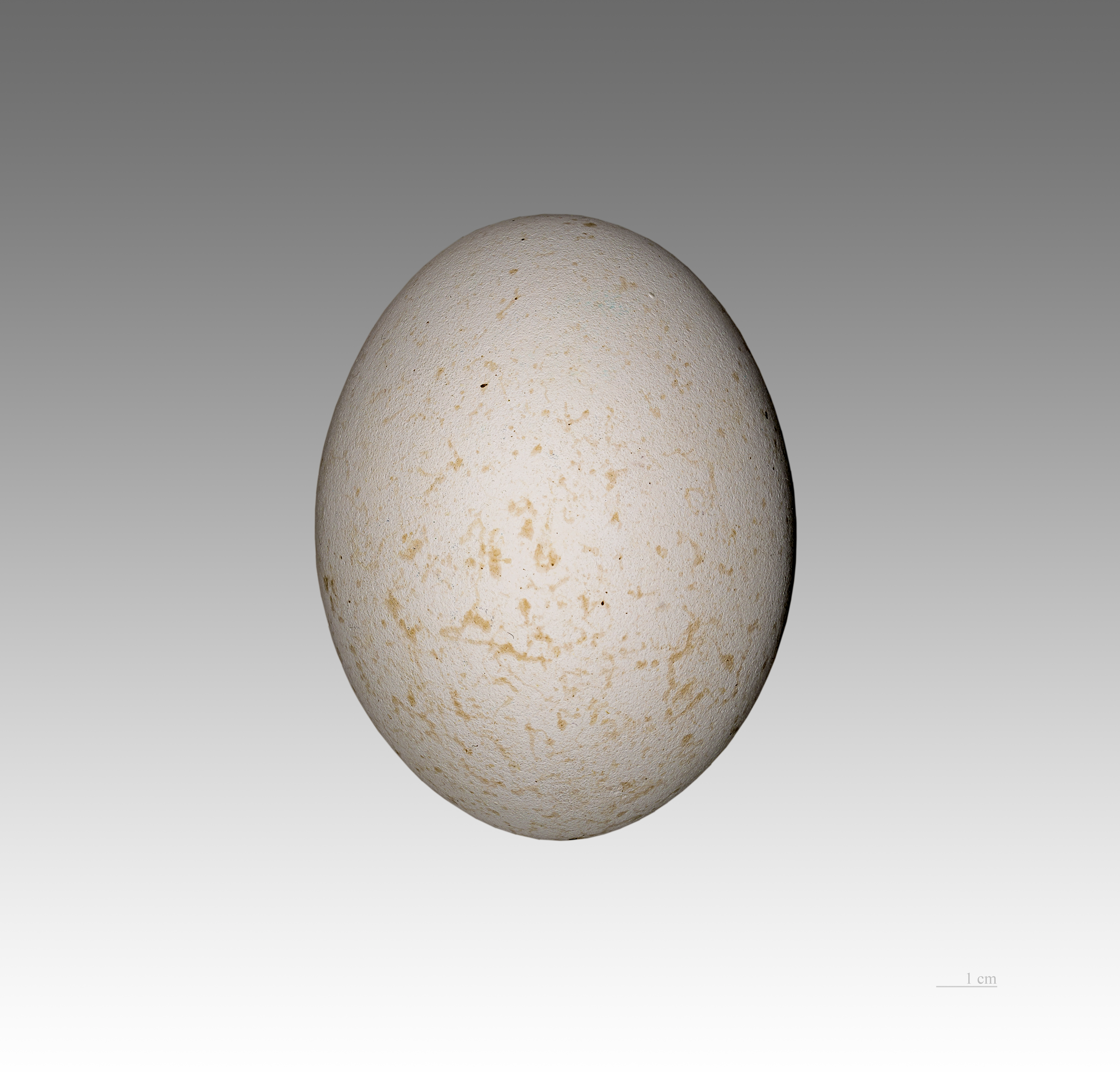
Ei